# میدان مرجه
میدان مرجه (به عربی: ساحة المرجة) همچنین با نام میدان شهدا (به عربی: ساحة الشهداء) نیز شناخته می‌شود، میدانی است که در مرکز شهر دمشق‌ واقع شده است.